# Geodia neptuni
Geodia neptuni är en svampdjursart som först beskrevs av William Johnson Sollas 1886.  Geodia neptuni ingår i släktet Geodia och familjen Geodiidae. Inga underarter finns listade i Catalogue of Life.